# Архангельский медицинский колледж
Архангельский медицинский колледж — государственное автономное образовательное учреждение среднего профессионального образования Архангельской области, одно из старейших учебных заведений Северо-Запада России. В состав колледжа также входит бывшее Северодвинское медицинское училище (является его филиалом).
10 марта 1876 года (23 марта по новому стилю) от Министерства внутренних дел России было получено разрешение на открытие фельдшерско-ветеринарной и повивальной школ в городе Архангельске. Курс обучения в школах был определен в 2 года. Первый прием — 35 человек.
С 1903 года обучение стало четырехлетним, были введены общеобразовательные дисциплины, учащиеся носили форму и жили в общежитии по строгому режиму. На протяжении 30 лет на фельдшерском отделении учились только мужчины, а с 1907 года было разрешено и обучение женщин.
С 1936 по 1950 год учебное заведение именовалось «Фельдшерская школа», с 1950 по 1954 год — «Фельдшерско-акушерская школа», с 1954 по 1992 год — 1-е Архангельское медицинское училище.
В 1992 году училище реорганизовано в Архангельский медицинский колледж, что позволило проводить подготовку студентов по программам повышенного уровня образования.
В октябре 2006 года Архангельский медицинский колледж вошел в число 100 лучших ССУЗов России, в 2008 году стал победителем российского конкурса по отбору государственных образовательных учреждений, внедряющих инновационные образовательные программы.
Архангельский медицинский колледж ведет подготовку специалистов по учебным планам Европейского стандарта по 6 специальностям:
- Лечебное дело. Квалификация — фельдшер.
- Сестринское дело. Квалификация — медицинская сестра.
- Акушерское дело. Квалификация — акушерка.
- Фармация. Квалификация — фармацевт.
- Лабораторная диагностика.